# Pierre Joliot

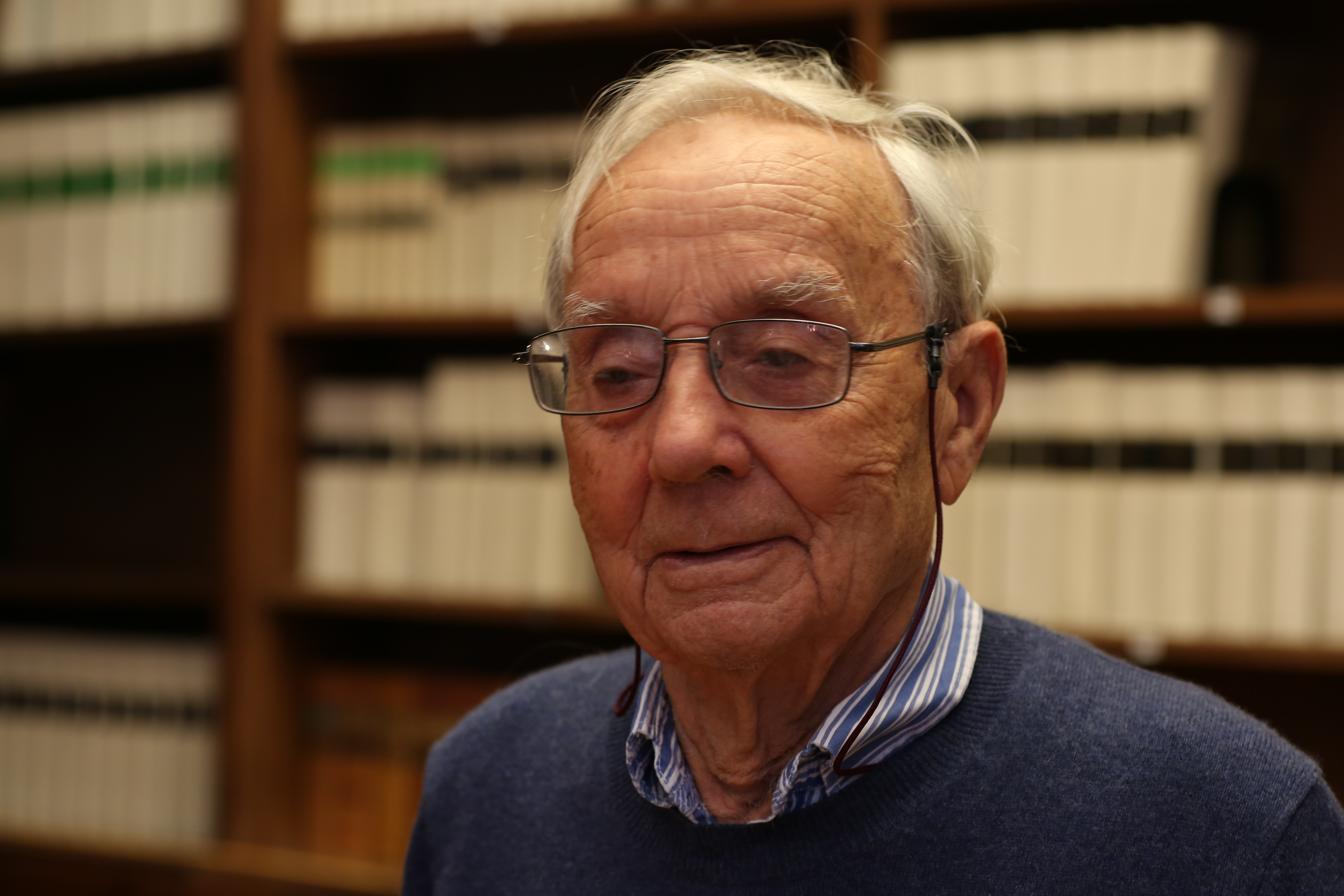
Pierre Joliot, 2021

Pierre Joliot (* 12. März 1932 in Paris) ist ein französischer Biochemiker.

## Leben
Joliot stammt aus einer berühmten Wissenschaftlerfamilie, sein Vater ist Frédéric Joliot-Curie, seine Mutter Irène Joliot-Curie, die Tochter von Pierre Curie und Marie Curie. Seine ältere Schwester Hélène Langevin-Joliot (* 1927) ist Kernphysikerin. Er ist mit der Biologin Anne Joliot-Curie (geb. Gricouroff) verheiratet. Aus der Ehe gingen zwei 1962 und 1964 geborene Söhne hervor.
Joliot forscht seit 1956 beim CNRS, seit 1974 als Directeur de recherche. 1981 bis zu seiner Emeritierung 2002 war er Professor für zelluläre Bioenergetik am Collège de France. Er unterrichtete an der École normale supérieure, wo er 1987 bis 1992 der Fakultät für Biologie vorstand. Danach war er Vorsitzender des wissenschaftlichen Rats (Conseil Scientifique) der École normale supérieure de Lyon.

## Ehrungen
1980 erhielt Joliot den Prix du Commissariat à l’énergie atomique und 1982 die Goldmedaille des CNRS. Er ist Mitglied der französischen Académie des Sciences, der US-amerikanischen National Academy of Sciences (1979) sowie der Academia Europaea. Außerdem wurde er zum Kommandeur der französischen Ehrenlegion ernannt.

## Schriften
- La Recherche Passionément. Odile Jacob, Paris, 2001, ISBN 2-7381-0940-3.